# Sân vận động Alpes
Sân vận động Alpes là sân bóng đá và bóng bầu dục ở Grenoble, Pháp. Sân có sức chứa 20,068 người và là sân nhà của Grenoble Foot 38 và câu lạc bộ bóng bầu dục FC Grenoble. Nằm ở Công viên Paul Mistral, sân thay thế cho Stade Lesdiguières. Sân được xây khi GF38 chơi ở Ligue 1, và khi câu lạc bộ rơi xuống giải hạng 4, sân đã thu hút rất ít người hâm mộ. Tuy nhiên, sân vận động đã đạt được khả năng tồn tại cao hơn sau khi FC Grenoble giành được lần thăng hạng gần đây nhất lên Top 14 vào năm 2012. Kể từ năm 2014–15, với việc FC Grenoble hiện đã hợp nhất trong Top 14, câu lạc bộ đã thay đổi sân nhà chính từ sân truyền thống của họ, Stade Lesdiguières, đến Stade des Alpes. Với việc đội bóng trở lại Ligue 2 vào năm 2017, GF38 lại bắt đầu thu hút nhiều người hâm mộ hơn.
Sân sử dụng năng lượng mặt trời và sản xuất ra hơn 70,000 kWh mỗi năm.
Người ghi bàn thắng đầu tiên trên sân này là Franck Dja Djedje, cầu thủ người Bờ Biển Ngà, sau đó anh ta chuyển tới Grenoble cho mượn từ Paris Saint-Germain F.C.
Ngày 10 tháng 2 năm 2017, sân tổ chức một trận đấu trong khuôn khổ Six Nations Under 20s Championship giữa Pháp và Scotland với phần thắng 36-8 nghiêng về Pháp.

## Giải vô địch bóng đá nữ thế giới 2019
Sân cũng thuộc một trong số 9 sân vận động tổ chức Giải vô địch bóng đá nữ thế giới 2019.
| Ngày                | Thời gian (CEST) | Đội #1  | Tỷ số | Đội #2      | Vòng        | Lượng khán giả |
| ------------------- | ---------------- | ------- | ----- | ----------- | ----------- | -------------- |
| 9 tháng 6 năm 2019  | 15:30            | Brasil  | 3–0   | Jamaica     | Bảng C      | 17,668         |
| 12 tháng 6 năm 2019 | 15:00            | Nigeria | 2–0   | Hàn Quốc    | Bảng A      | 11,252         |
| 15 tháng 6 năm 2019 | 21:00            | Canada  | 2–0   | New Zealand | Bảng E      | 14,856         |
| 18 tháng 6 năm 2019 | 21:00            | Jamaica | 1–4   | Úc          | Bảng C      | 17,402         |
| 22 tháng 6 năm 2019 | 17:30            | Đức     | 3–0   | Nigeria     | Vòng 16 đội | 17,988         |